# Omid Kordestani

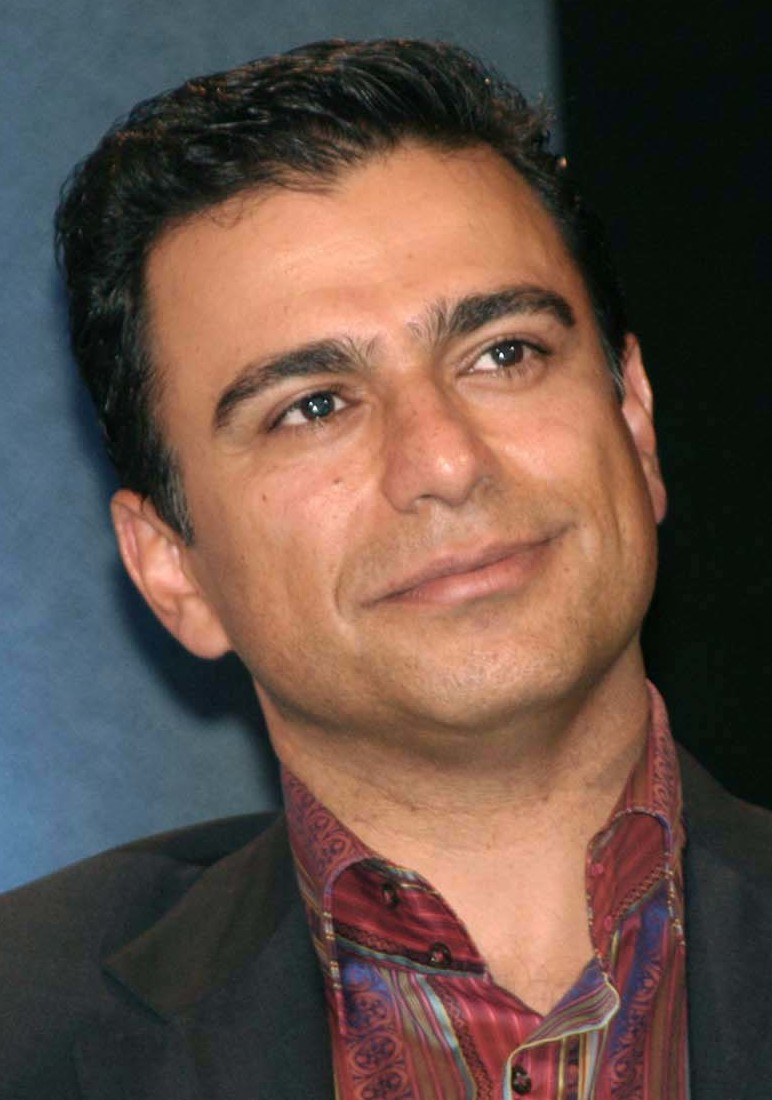
Omid Kordestani (2005)

Omid Kordestani (persisch امید کردستانی; anhörenⓘ; * 1963 in Teheran)   ist ein iranisch-US-amerikanischer Informatiker und Unternehmer. Von Oktober 2015 bis Juni 2020 war er Executive Chairman bei Twitter, Inc.

## Leben
Omid Kordestani wurde als Sohn einer iranischen Familie im vorrevolutionären Teheran geboren und besuchte dort eine italienisch-katholische Schule. Nach dem Tod seines Vaters wanderte er 1977 in die Vereinigten Staaten aus.
Kordestani schloss sein Studium der Elektrotechnik an der San José State University ab und arbeitete anschließend als Ingenieur für Hewlett-Packard. Im Jahre 1991 erlangte er an der Stanford Graduate School of Business einen Master of Business Administration.
Kordestani kann eine langjährige Karriere in der Technologie-Industrie vorweisen. Er arbeitete unter anderem bei Netscape und war für die Zusammenarbeit mit AOL, Amazon, Citibank, Intel und anderen verantwortlich. Im Jahr 1999 kam er zu Google. Bis 2014 war er als Berater der Unternehmensführung zuständig. Von Juli 2014 bis August 2015 war er als Chief Business Officer und Vizepräsident bei Google tätig.
Laut Google war Kordestani unter anderem für den finanziellen und wirtschaftlichen Rekorderfolg des Unternehmens verantwortlich.
Am 14. Oktober 2015 gab der Kurznachrichtendienst Twitter bekannt, dass Omid Kordestani die Position des Executive Chairman übernehmen wird.